# 上垣猛
上垣 猛（うえがきたけし、1949年8月16日 - ）は、日本の裁判官。

## 略歴
- 京都大学法学部卒業
- 1974年 司法修習生
- 1976年 大阪地方裁判所判事補
- 1979年 法務省刑事局付検事
- 1983年 東京地方裁判所判事補
- 1984年 函館地方裁判所判事補・函館家庭裁判所判事補
- 1986年 函館地方裁判所判事・函館家庭裁判所判事
- 1988年 京都地方裁判所判事
- 1991年 釧路地方裁判所北見支部判事・釧路家庭裁判所北見支部判事
- 1993年 司法研修所教官
- 1997年 大阪地方裁判所判事部総括
- 2005年 京都地方裁判所判事部総括
- 2007年3月 函館地方裁判所長・函館家庭裁判所長
- 2008年10月 奈良地方裁判所長兼奈良家庭裁判所長
- 2010年2月 大阪高等裁判所部総括判事
- 2014年8月16日 定年退官[1]
- 2014年8月17日 京都簡易裁判所判事[2]
- 2020年11月 瑞宝重光章受章[3]